# Bình Tân, Buôn Hồ
Bình Tân là một phường thuộc thị xã Buôn Hồ, tỉnh Đắk Lắk, Việt Nam.

## Địa lý
Phường Bình Tân nằm ở phía nam thị xã Buôn Hồ, có vị trí địa lý:
- Phía đông giáp các xã Bình Thuận và Ea Siên
- Phía tây giáp xã Cư Bao
- Phía nam giáp các xã Cư Bao và Bình Thuận
- Phía bắc giáp phường Thống Nhất.

Phường Bình Tân có diện tích 16,02 km², dân số năm 2008 là 7.397 người, mật độ dân số đạt 462 người/km².

## Lịch sử
Ngày 23 tháng 12 năm 2008, Chính phủ ban hành Nghị định số 07/NĐ-CP về việc thành lập phường Bình Tân trên cơ sở 1.601,79 ha diện tích tự nhiên và 7.397 người còn lại của xã Thống Nhất.